# Профилактичен преглед
Профилактичният преглед е медицинско изследване на здрави хора или животни. То цели откриване на заболявания в ранен стадий, когато те все още не са предизвикали видими отклонения в състоянието на пациента. Профилактичните прегледи обикновено са масови и се извършват в обособени групи. Целите на профилактичните прегледи са:
1. Предпазване от заболявания, които са характерни за определена група. При този вид профилактични прегледи се вземат под внимание специфичните здравни рискове и се търсят т.нар. професионални заболявания. Такива прегледи се извършват периодично при:
  - ученици от едно училище (гръбначни изкривявания, кариеси и др.)
  - работници от едно предприятие (натрупване на прах в белия дроб, увреждания на ставите и др.)
2. Откриване на заболявания, които биха засегнали големи групи. При този вид профилактични прегледи се търсят заразни болести, които протичат без видими признаци. Такива прегледи се извършват задължително при:
  - постъпване в многоброен и разнороден колектив – детска градина, училище, казарма и др.
  - работа на високорискова от хигиенна гледна точка длъжност – работници в предприятия от хранително-вкусовата промишленост, готвачи, възпитатели в детски градини, учители и др.

В България профилактичните прегледа при ОПЛ са задължителни. Те включват:
1. общ преглед
2. оценка на психичен статус
3. измерване на острота на зрението (с таблица, тук не се разбира измерване на диоптър и/или астигматизъм)
4. ЕКГ
  - измерване на артериално налягане
5. мануална палпация на млечни жлези при жени
6. кр. изследвания – липиден профил (холестерол, HDL холестерол и триглицериди, ново за 2009 г.)
  - измерване на кр. захар (за 2010 г. – при необходимост)
  - изследване на урина с тест ленти
7. Попълване на анкетна карта (въпросник) от ОПЛ

от 2009 г. влиза в сила изследването на липиден профил, а отпада изследването на ПКК. Отпада и задължението общопрактикуващият лекар да взима материал за цитонамазка.
Профилактичния преглед е с насоченост за различни социално значими и чести заболявания:
1. - Психически заболявания
  - Оплаквания от общ характер
  - Дислипиемии
  - Сърдечно-съдови проблеми и откриването им в ранен етап
  - Рак на гърдата